# مغامرات نشوان
مغامرات نشوان مسلسل كرتوني يمني من إنتاج قناة يمن شباب وفونت ميديا، يحكي المسلسل قصة عن فتى اسمه نشوان يتنقل عبر دراجته العجيبة إلى حقب عديدة في التاريخ تحكي كل انتقالة جانبًا مشرقًا من تاريخ اليمن، وجانبًا مظلمًا من تاريخ الإمامة.
يعد المسلسل الأول والأضخم من نوعه في اليمن. ويرجع تسمية شخصية نشوان للمؤرخ اليمني نشوان بن سعيد الحميري.

## قصة
ظن البعض أن المسلسل هو سيرة العالم والشاعر نشوان بن سعيد الحميري، إلا أنه غير ذلك فقد كان اختيار اسم نشوان مقصودًا كبطل للمسلسل يتنقل عبر دراجته العجيبة إلى حقب عديدة في التاريخ تحكي كل انتقالة جانبا مشرقا من تاريخ اليمن، وجانبا مظلمًا من تاريخ الإمامة.
وأثناء تنقلات البطل نشوان يلاحقه شخص شرير اسمه الرسي، في إشارة للمدعو يحيى بن الحسين الرسي جالب الإمامة لليمن.